# 三角形的心

三角形（ΔABC）的重心（G）、內心（I）、外心（O）、垂心（H）、九點圓心（N）

三角形的心（英語：triangle center）指的是在某種意義上是三角形中心的點，類似於正方形的中心以及圓形的圓心，包括外心、內心、重心、垂心、傍心、費馬點、九點圓心等等。
任何三角形的外心、重心、垂心一定共線，此線稱為歐拉線。
| 三角形各中心百科全書中編號 | 心的名稱   | 定義               |
| X1                         | 內心       | 三條角平分線的交點 |
| X2                         | 重心       | 三條中線的交點     |
| X3                         | 外心       | 三條中垂線的交點   |
| X4                         | 垂心       | 三條高線的交點     |
| X5                         | 九點圓心   |                    |
| X6                         | 雷莫恩點   |                    |
| X7                         | 格爾貢恩點 |                    |
| X8                         | 奈格爾點   |                    |
| X13                        | 費馬點     |                    |
| X39                        | 布羅卡點   |                    |
| X99                        | 斯坦納點   |                    |